# Podaena hauturu
Podaena hauturu är en skalbaggsart som beskrevs av Juan A. Delgado och Ricardo L. Palma 2010. Podaena hauturu ingår i släktet Podaena och familjen vattenbrynsbaggar. Inga underarter finns listade i Catalogue of Life.